# Сискию (округ)
Си́скию (англ. Siskiyou County) — округ в северной части штата Калифорния, США. Население округа по данным переписи 2010 года составляет 44 900 человек. Административный центр — город Уайрика.

## История
Округ был образован в 1852 году из части территории округов Шаста и Кламат. Получил название по горному хребту Сискию. Часть территории была передана в 1855 году округу Модок.

## География
Общая площадь округа равняется 16 440 км², из которых 16 260 км² составляет суша и 180 км² (1,1 %) — водные поверхности. Граничит со штатом Орегон (на севере), а также с калифорнийским округом Модок (на востоке), округами Шаста и Тринити (на юге), округом Гумбольдт (на юго-западе) и округом Дель-Норте (на западе). В пределах округа находится гора Шаста (4322 м), которая представляет собой стратовулкан на южной окраине Каскадных гор.
На территории округа Сискию частично расположен национальный лес Шаста-Тринити, который является крупнейшим национальным лесом штата Калифорния. Также, здесь расположена небольшая часть национального леса Модок.

## Население

Возрастно-половая пирамида населения округа Сискию (на 2000 год)

По данным переписи 2000 года, население округа составляет 44 301 человек. Плотность населения равняется 2,7 чел/км². Расовый состав округа включает 87,1 % белых; 1,3 % чёрных или афроамериканцев; 3,9 % коренных американцев; 1,2 % азиатов; 0,1 % выходцев с тихоокеанских островов; 2,8 % представителей других рас и 3,7 % представителей двух и более рас. 7,6 % из всех рас — латиноамериканцы. Для 91,7 % населения родным языком является английский; для 5,7 % — испанский.
Из 18 556 домохозяйств 27,6 % имеют детей в возрасте до 18 лет, 51,7 % являются супружескими парами, проживающими вместе, 10,1 % являются женщинами, проживающими без мужей, а 34,1 % не имеют семьи. 28,6 % всех домохозяйств состоят из отдельно проживающих лиц, в 12,8 % домохозяйств проживают одинокие люди в возрасте 65 лет и старше. Средний размер домохозяйства составил 2,35, а средний размер семьи — 2,87.
В округе проживает 24,0 % населения в возрасте до 18 лет; 6,7 % от 18 до 24 лет; 22,7 % от 25 до 44 лет; 28,4 % от 45 до 64 лет и 18,1 % в возрасте 65 лет и старше. Средний возраст населения — 43 года. На каждые 100 женщин приходится 96,5 мужчин. На каждые 100 женщин в возрасте 18 лет и старше приходится 94,1 мужчин.
Средний доход на домашнее хозяйство составил $29 530, а средний доход на семью $36 890. Доход на душу населения равен $17 570.
Динамика численности населения по годам:
| 1950   | 1960   | 1970   | 1980   | 1990   | 2000   | 2010   |
| ------ | ------ | ------ | ------ | ------ | ------ | ------ |
| 30 733 | 32 885 | 33 225 | 39 732 | 43 531 | 44 301 | 44 900 |